# Estádio Severiano Gomes Filho
Het Estádio Severiano Gomes Filho is een multifunctioneel stadion in Maceió, een stad in Brazilië. 
Het stadion wordt vooral gebruikt voor voetbalwedstrijden. In het stadion is plaats voor 6.000 toeschouwers. Het stadion werd geopend in 1921 en gerenoveerd tussen 2006 en 2008. Het stadion heeft 'Pajuçara' als bijnaam.